# Националистический фронт (США)
«Националистический фронт» (англ. Nationalist Front) — свободная коалиция американских ультраправых и сторонников превосходства «белой расы». Коалиция была сформирована в 2016 году лидерами неонацистских группировок «Национал-социалистическое движение» (NSM) и «Традиционалистская рабочая партия» (TWP). Цель коалиции состояла в том, чтобы создать зонтичное объединение групп сторонников превосходства «белой расы» и белых националистов. В основе идеологии «Националистического фронта» лежит стремление к созданию белого этногосударства. Коалиция и входящие в нее группы считаются экстремистскими организациями.

## История
Первоначально группа называлась «Альянс арийских националистов» и включала из неонацистов, Ку-клукс-клана и организаций белых скинхедов. Эмблема группы представляла собой две руки, соединенные вместе, с кельтским крестом на заднем плане и несколькими вольфсангелями в круге. Коалиция была переименована в «Националистический фронт», эмблема которого включает инициалы группы «NF» на белом фоне с чёрным кругом со звёздами и лозунгом «Iunctus Stamus» («Вместе выстоим»). Позже к коалиции присоединились неоконфедеративная «Лига Юга», неонацистская и альтернативно-правая группа «Авангард Америка», «Арийская ударная сила» и др.
В 2017 году «Националистический фронт» организовал митинг сторонников превосходства «белой расы» в Пайквилле, штат Кентукки, в котором приняли участие от 100 до 125 сторонников. Группы участвовали в Марше «Объединённых правых» в августе 2017 года в Шарлоттсвилле, штат Вирджиния.

## Состав
- «Национал-социалистическое движение» (NSM) (с 2017)
- «Традиционалистская рабочая партия» (TWP) (2017—2018; распущена)
- «Лига Юга» (2017–2018)[9]
- «Авангард Америка» (с 2017; от него откололся «Патриотический фронт[англ.]»)

## «White Lives Matter»
«Жизни белых важны» («White Lives Matter», WLM) — слоган и организация, возникшие в 2015 году в ответ на движение за социальную справедливость «Жизни чёрных важны» («Black Lives Matter», BLM) (созданное в качестве «протеста против жестокости полиции в отношении афроамериканцев и получило широкую огласку в 2014 году благодаря протестам в Фергюсоне, штат Миссури, после того, как Майкл Браун был застрелен полицейским Фергюсона»). «Общество арийского возрождения», организация, выступающая за превосходство «белой расы», и другие связанные с ней расистские группы начали продвигать использование этой фразы с 2015 года. В течение года этот термин стал использоваться Ку-клукс-кланом. В августе 2016 года Южный центр правовой защиты бедноты добавил «White Lives Matter» в свой список групп ненависти и рассматривает её как неонацистскую группу.
Лозунг «White Lives Matter» скандировали протестующие альтернативные правые во время марша «Объединённых правых» в 2017 году в Шарлоттсвилле, штат Вирджиния. Многочисленные митинги «White Lives Matter» пршли 28 октября 2017 года в Теннесси. Преобладающие, в частности, в Шелбивилле протестующие оправдывали свое движение растущим числом иммигрантов и беженцев в Среднем Теннесси.
Группа также проявила активность в Великобритании 22 июня 2020 года. Когда игроки с надписью «Black Lives Matter» на футболках вместо имён вставали на колено перед началом выездного матча «Бернли» с «Манчестер Сити», над стадионом «Этихад» пролетел самолет с баннером «Жизни белых важны, Бернли». Позднее пилот и его жена были уволены со своих рабочих мест после того, как их работодатели обнаружили их расистские публикации в социальных сетях. Позже в том же месяце лозунг «White Lives Matter» был выгравирован на склоне холма в парке в Бедворте, Англия. Полиция, которая рассматривала это как преступление с отягчающими расовыми признаками и преступление на почве ненависти, была информирована о кадрах в социальных сетях, на которых на этом месте был показан человек в одежде, «напоминающей наряд Ку-клукс-клана».

### Митинг «White Lives Matter»
«Националистический фронт» был ключевым организатором митинга «Жизни белых важны» («White Lives Matter») в Шелбивилле и Мерфрисборо, штат Теннесси, 28 октября 2017 года. В 2021 году митинги «White Lives Matter» прошли в ряде городов, включая Нью-Йорк, Филадельфию и Форт-Уэрт, штат Техас. Приняли участие группы: «Национал-социалистическое движение» (NSM), «Традиционалистскую рабочую партию» (TWP), «Лигу Юга», «Авангард Америка», The Right Stuff и Anti-Communist Action. Это был ключевой митинг после марша «Объединённых правых» в Шарлоттсвилле, штат Вирджиния (11 и 12 августа 2017 года). Лидеры групп заявили, что митинг посвящён вопросам «постоянной проблемы переселения беженцев в Средний Теннесси», отказа от строительства пограничной стены между Соединёнными Штатами и Мексикой, исключения Судана из списка стран, на которые Трамп наложил запрет на поездки, борьбы против закона DREAM, а также стрельбы в часовне Бернетт, устроенной уроженцем Судана Эммануэлем Сэмпсоном.
Митинг в Шелбивилле прошел в соответствии с графиком, в нём приняли участие около 100 сторонников «White Lives Matter» и около 200 противников протеста. Дневное мероприятие в Мерфрисборо было отменено организаторами. По оценкам властей, в антирасистском марше и контрпротесте приняли участие от 800 до 1000 человек. Кроме того, местное сообщество и религиозные активисты организовали выездной митинг под названием «Любовь Мерфрисборо». Сотни человек приняли участие в мероприятии в поддержку беженцев и меньшинств.

### «White Lives Matter» в 2021 году
В 2021 году прошла еще одна серия общенациональных митингов White Lives Matter в таких местах как Роли, Северная Каролина; Хантингтон-Бич, Калифорния; Филадельфия; Нью-Йорк; Альбукерке, Нью-Мексико; Форт-Уэрт, Техас и др. На всех этих митингах присутствовало небольшое число ультраправых и тысячи противников протеста.
Несмотря на небольшое число участников, новая волна митингов «White Lives Matter» продолжается. В субботу, 5 июня 2021 года, в Сентервилле, штат Техас, прошёл очередной митинг. Белые националисты в Сентервилле держали плакаты, демонстрирующие теорию заговора о геноциде белых, такие как «Остановить геноцид белых» или «Делайте больше белых младенцев».